# Йонер, Кристоффер
Кристоффер Йонер (норв. Kristoffer Joner; род. 19 сентября 1972 года, Ставангер, Норвегия) — норвежский актёр кино и телевидения. Обладатель премии «Shooting Stars» Берлинского международного кинофестиваля (2003), «Золотого лебедя» Международного фестиваля в Копенгагене в номинации «Лучший актёр» (2003) и премии «Аманда», норвежского аналога премии «Оскар» (2005).
Норвежский кинокритик Фредрик Феванг (норв. Fredrik Fevang) писал о Йонере, что тот, «в отличие от большинства норвежских кинозвёзд, не обладает классически привлекательной внешностью или богатым театральным опытом, но благодаря своей харизме и многогранному таланту добился статуса, возможно, самой яркой новой звезды Норвегии». Наибольший успех актёру принесли роли персонажей-неврастеников с неустойчивой психикой (фильмы «Тот, кто боится волков», «Падающее небо», «Соседство»), а также способность чрезвычайно убедительно выражать состояние беспокойства и отчаяния.

## Карьера
Как и многие другие норвежские актёры, Йонер начал карьеру в детском и юношеском театре (норв. Barne- og ungdomsteatret (BUT), англ. The Children's and Youth Theatre), работающем при театре Рогаланд города Ставангер. Он начал обучение в нём в возрасте 14 лет и выступал там до начала 1990-х годов. После этого Йонер три раза пытался поступить в Норвежскую национальную театральную академию, но так и не был принят.
Йонер впервые добился известности благодаря сериалу «Offshore» (1996—2000) норвежской государственной телерадиокомпании (NRK). Проект принес Йонеру репутацию самобытного молодого актёра, укрепившуюся благодаря его участию в картине Пола Йакмана (норв. Pål Jackman) по сценарию Эрленда Лу «Детектор» (2000), в котором Йонер сыграл сатаниста Йоргена, и в малобюджетном фильме «Монголандия» в 2001 году. Игра Йонера получила одобрение критиков, и за роли в этих лентах он два раза подряд номинировался на получение премии «Аманда» норвежского МКФ как лучший актёр.
В 2002 году Йонер участвовал сразу в нескольких крупных проектах, включая фильм Унни Страуме (норв. Unni Straume) «Музыка для свадеб и похорон», музыку к которому написал Горан Брегович. Кроме того, Йонер снялся в фильме режиссёра Гуннара Викене (норв. Gunnar Vikene) «Падающее небо». Картина стала хитом норвежского бокс-офиса, а Йонер за роль Рейдара в этом фильме получил «Золотого лебедя» Международного фестиваля в Копенгагене в номинации «Лучший актёр».
В 2003 году Йонер стал одним из лауреатов кинопремии «Shooting Stars» Берлинского международного кинофестиваля, вручаемой молодым перспективным актёрам из стран Евросоюза. Из крупных кинопроектов, в которых Йонер принимал участие в последующие годы, следует отметить фильм ужасов «Тёмный лес» (2003), мелодраму «Зимний поцелуй» (2005) и психологический триллер «Соседство» (другой перевод названия «Другая дверь», 2005). За роль Лассе в «Тёмном лесу» Йонер третий раз номинировался на получение кинонаграды «Аманда» как лучший актёр, хотя получить её смог только с четвёртой попытки — за роль Йона в «Соседстве».
Во второй половине 2000-х Йонер сыграл главные роли в фильмах «Товарищ Педерсен» (2006), «Последний косяк» (2008) и «Скрытые» (2009), а также участвовал в ряде проектов в ролях второго плана и эпизодических ролях. В общей сложности с 2000 года он получил больше ролей в кино и на телевидении, чем любой другой норвежский актёр. В 2005 году в ходе Международного кинофестиваля в Бергене он был удостоен награды «Лучший актёр столетия» по итогам зрительского голосования (приз профессионального жюри получил Бьорн Сундквист).
В 2008 году Йонер дебютировал как режиссёр, сняв короткометражный фильм «В сухом прохладном месте» (норв. Tørt og kjølig), который принёс ему награду «Лучший короткометражный фильм» молодёжного жюри Страсбургского фестиваля европейского фантастического кино (англ. European Fantastic Film Festival of Strasbourg).
Йонер также сыграл в двух клипах популярной норвежской рок-группы Kaizers Orchestra — «Kontroll På Kontinentet» (2000) и «Evig pint» (2003), — с которой имеет давние связи: Йонер является владельцем бара «Cementen» в Ставангере, где Kaizers Orchestra играли до того, как добились популярности. В видео на песню «Evig pint» («Вечные муки») Йонер сыграл роль мафиози, причем, как сообщает официальный сайт группы, поставил три обязательных условия для своего участия в съемках, потребовав, чтобы в клипе у него были усы и оружие, а также чтобы одна из сцен с его участием была снята в slow motion. Позднее клип получил награду «Spellemannprisen» (норвежский аналог «Грэмми») как лучший клип 2003 года.

## Личная жизнь
- Мать Йонера — актриса театра Рогаланд Аннерут Йонер (норв. Annerut Joner). Родители актёра развелись, когда он был ещё ребёнком, и Йонер с младшим братом остались жить с матерью. Их отец, художник Оле Карлсен (норв. Ole Karlsen), умер, когда Йонер был подростком[6].
- Кристоффер Йонер — племянник норвежского актёра Йоханнеса Йонера, племянник музыканта и композитора Сверре Индриса Йонера, а также двоюродный брат актёра Кнута Йонера.
- В молодости Йонер был вокалистом созданной им с друзьями в Ставангере группы Single Satellites. Они играли музыку в стиле The Smiths и выпустили альбом Single Satellites Open for Love[6].
- С 2001 по 2010 годы актёр состоял в гражданском браке с Йине Терезой Грённер (норв. Gine Therese Grønner). Йонер и Грённер познакомились в 2001 году на съёмках фильма «Падающее небо», где Йонер исполнял одну из главных ролей, а Грённер работала помощником режиссёра. В 2004 году у пары родилась дочь Теа (норв. Téa)[6][23].

- Йонер — астматик, поэтому в детстве, по его собственным словам, «скорее сидел в кинотеатре и смотрел бесконечные фильмы, чем играл в футбол»[18][24]. При этом, хотя ему удалось справиться с алкогольной зависимостью, от которой он в своё время страдал, актёр остаётся заядлым курильщиком[6][8]. По признанию Йонера, он выкуривает до 50 сигарет в день и не в состоянии выдержать сеанс в кинотеатре от начала до конца, поскольку для него это слишком долгий промежуток времени без сигареты[25].

- В числе любимых актёров называет Кристофера Уокена, Роберта Де Ниро и Мерил Стрип[21][26].

- Считает себя немного неврастеником и боится полётов, а также открытой воды[6]: по его словам, он ни разу не купался на природе с тех пор, как в восьмилетнем возрасте увидел фильм «Челюсти»[21]. О съёмках в фильме «Pax» (про пассажирский самолёт, у которого в полёте начинают отказывать двигатели) Йонер отзывался как о своего рода терапии[27].

- Актёр публично критиковал норвежские власти за политику в области наркомании, призывая к либерализации антинаркотического законодательства по примеру Дании[24][28]. В силу популярности Йонера его позиция по данному вопросу вызвала немалый общественный разонанс в Норвегии[24][29][30].

## Фильмография
| Год       | Русское название                                      | Оригинальное название                                        | Персонаж               |
| --------- | ----------------------------------------------------- | ------------------------------------------------------------ | ---------------------- |
| 1996—2000 | На шельфе (сериал)                                    | Offshore                                                     | Столе Петтерен         |
| 2000      | Детектор                                              | Detektor                                                     | Йорген                 |
| 2001      | Монголандия                                           | Mongoland                                                    | Кристоффер             |
| 2002      | Падающее небо                                         | Himmelfall                                                   | Рейдар                 |
| 2002      | Музыка для свадеб и похорон                           | Musikk for bryllup og begravelser                            | Кельнер                |
| 2002      | Shit Happens (короткометражка)                        | Shit Happens                                                 | Рогер                  |
| 2002      | Кукольный дом (мини-сериал)                           | Lekestue                                                     | Йостейн                |
| 2003      | Тёмный лес                                            | Villmark                                                     | Лассе                  |
| 2003      | Невыясненные вопросы (короткометражка)                | Loose Ends                                                   | Ларс                   |
| 2004      | Всё для Эгиля                                         | Alt for Egil                                                 | Эгиль                  |
| 2004      | Тот, кто боится волков                                | Den som frykter ulven                                        | Эркки Йорма            |
| 2004      | Мой ревнивый парикмахер                               | Min misunnelige frisør                                       | Кристиан               |
| 2004      | Зверский четверг                                      | Monstertorsdag                                               | врач                   |
| 2004      | Самаритянин                                           | Samaritan                                                    |                        |
| 2004      | Гарфилд (норвежская озвучка)                          | en:Garfield: The Movie                                       | Хэппи Чэпмэн           |
| 2005      | Зимний поцелуй                                        | Vinterkyss                                                   | Кай                    |
| 2005      | Соседство (Другая дверь)                              | Naboer                                                       | Йон                    |
| 2005      | Круг                                                  | Sirkel                                                       | сын директора цирка    |
| 2005      | Такой человек (короткометражка)                       | En sånn mann                                                 | голос по телефону      |
| 2006      | Товарищ Педерсен                                      | Gymnaslærer Pedersen                                         | Кнут Педерсен          |
| 2006      | Приключения Лотты из Самоделкино (норвежская озвучка) | Leiutajateküla Lotte                                         | пчела Сусуму           |
| 2007      | Под кодовым именем «Хантер»                           | Kodenavn Hunter                                              | Фроде Мюллер / Йонна   |
| 2007      | Потому что я люблю тебя (короткометражка)             | Bo Jo Cie Kochom                                             |                        |
| 2008      | Последний косяк                                       | Den siste revejakta                                          | Карл Ванг              |
| 2008      | Человек, который любил Ингве                          | Mannen som elsket Yngve                                      | парикмахер Том         |
| 2009      | Скрытые                                               | Skjult                                                       | Кай Косс (КК)          |
| 2009      | Крысиные ночи                                         | Rottenetter                                                  | Франк Кристиансен      |
| 2010      | Король острова дьявола                                | Kongen av Bastøy                                             | Бротен                 |
| 2010      | Курт Юсеф Вагле и легенда о ведьме из фьорда          | Kurt Josef Wagle og Legenden om Fjordheksa                   | Грегор                 |
| 2010      | Пустые бочки                                          | Tomme tønner                                                 | Финиш                  |
| 2010      | Плохая вера                                           | Ond tro                                                      | Х                      |
| 2011      | Пустые бочки 2 — Коричневое золото                    | Tomme Tønner 2 — Det Brune Gullet                            | Финиш                  |
| 2011      | -                                                     | Babycall                                                     | Хельге                 |
| 2011      | Пакс                                                  | Pax                                                          | Петер                  |
| 2011      | Эффект Бэмби                                          | Bambieffekten                                                | Юнас                   |
| 2011      | Помогите, мы выпускники!                              | Hjelp, vi er russ!                                           | полицейский            |
| 2012      | Команда Орхеймов                                      | Kompani Orheim                                               | Терье Орхейм           |
| 2012      | Самое важное - это прошлое                            | Det viktigste er forbi                                       | Уильям                 |
| 2012      | Девочка по вызову                                     | Call Girl                                                    | Sören Laurell-Wall     |
| 2012      | Невинность                                            | Uskyld                                                       | Вилльям                |
| 2013      | Целуй меня, идиот                                     | Kyss meg for faen i helvete                                  | театральный инструктор |
| 2014      | Операция «Мёртвый снег» 2                             | Død snø 2                                                    | Sidekick Zombie        |
| 2014      | Доктор Проктор и его волшебный порошок                | Doktor Proktors prompepulver                                 | Доктор Проктор         |
| 2014      |                                                       | Stress (короткометражка)                                     | Йохан                  |
| 2015      |                                                       | Byttedagen (короткометражка)                                 |                        |
| 2015      | Волна                                                 | Bølgen                                                       | Кристиан Айкорд        |
| 2015      | Выживший                                              | The Revenant                                                 | Мёрфи                  |
| 2016      |                                                       | Alt det vakre                                                | Давид (42 года)        |
| 2016      |                                                       | Redo (короткометражка)                                       | Ким                    |
| 2016      |                                                       | Oliver Hohlbrugger: Satan, You Can Have Me (короткометражка) | мужчина                |
| 2016      |                                                       | Hjertestart                                                  | Кьетил                 |
| 2018      | Миссия невыполнима: Последствия                       | Mission: Impossible – Fallout                                | Нильс Дельбрук         |
| 2018      | Разлом                                                | Skjelvet                                                     | Кристиан Айкорд        |

## Съёмки в музыкальных клипах
- 2000 — Kaizers Orchestra — «Kontroll På Kontinentet»[31]
- 2003 — Kaizers Orchestra — «Evig pint»[32]
- 2004 — en:Janove Ottesen — «Black And White Movie»[33]
- 2004 — en:Wibutee — «We Are In Space, So Are You»[34] — Йонер исполняет роль одного из кроликов

## Режиссёрские работы
- 2008 — В сухом прохладном месте (норв. Tørt og kjølig) — короткометражка